# Thunderdome Radio
Pour les articles homonymes, voir Thunderdome (homonymie).
Thunderdome Radio est une émission de radio néerlandaise diffusée par la webradio Q-dance Radio. L'émission dont le nom est tiré du célèbre festival de Thunderdome est spécialisée dans la diffusion de musique électronique hardcore et gabber.

## Programme
L'émission a été créée en 2000, lorsqu'ID&T acquiert New Dance Radio et en fait ID&T radio. Lorsque la station est revendue en 2005 au groupe 538 (en) et que la station devient SLAM!FM, l'émission est recréée en 2006 et est transférée sur Q-Dance radio.
L'émission est produite au Studio 80 à Amsterdam. Elle animée par une petite équipe de gabbers dont « The Holy Trinity », trio formé d'André van Zuijlen — alias MC Justice — Sietse van Daalen — MC Da Mouth of Madness — et Vincent Sluijs. Ils sont souvent accompagnés d'autres animateurs ou de DJ invités, comme Eugenio ‘Bass-D’ Dortwart.
En plus des musiques diffusées dès 20 h chaque mercredi, l'émission fait également part des dernières informations provenant de la scène hardcore. Le programme comprend également des interviews.

## Audience
Selon les animateurs, l'émission comptait en 2010 entre 38 000 et 40 000 auditeurs chaque mercredi. D'après certains sites, Thunderdome Radio est l'une des émissions hardcores à très grande audience sur Internet. En date du 22 mai 2013, la page officielle Facebook atteint les 23 957 fans. Également, l'émission est classée à la cinquième place des émissions de radio les plus recherchées sur YouNet, tandis que l'équipe de l'émission est classée à la troisième place dans la catégorie des musiciens/groupes.

## Hors les ondes
En octobre 2012, l'émission organise une tournée au O2 Academy à Glasgow, en Écosse, avec des artistes et groupes tels que Art of Fighters, Unexist, DaY-már et Partyraiser. En mars 2013, l'équipe réalise une vidéo insolite avec une adaptation hardcore du Harlem Shake.